# بیمارستان دانشگاه دوک

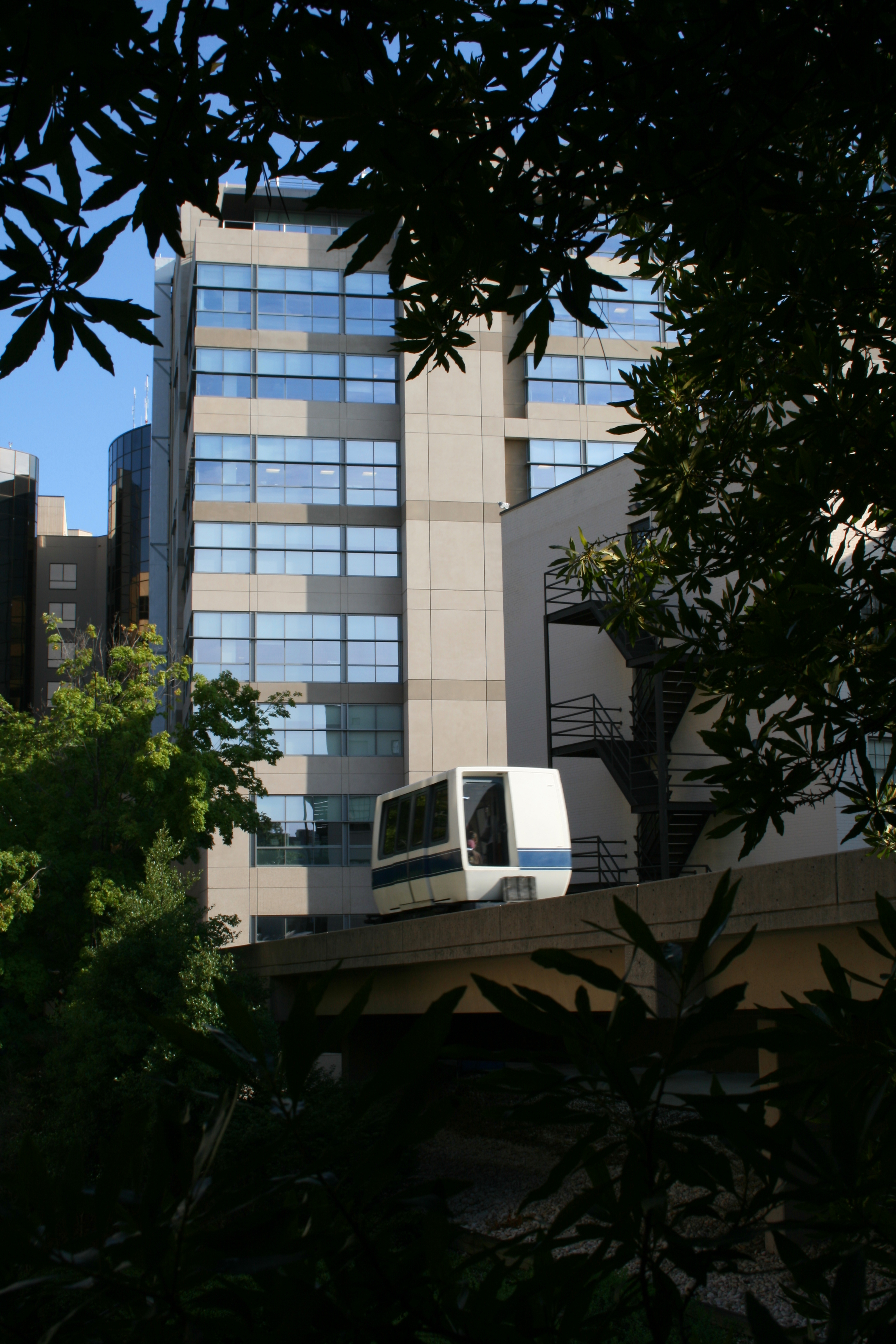
مونوریل مرکز درمانی

بیمارستان دانشگاه دوک (به انگلیسی: Duke University Hospital) تأسیس ۱۹۲۵، واقع در شهر دورهام در ایالت کارولینای شمالی نام یک مرکز درمانی بسیار معتبر آمریکایی است.
این مرکز درمانی وابسته به دانشگاه دوک است و مهمترین بیمارستان آموزشی این دانشگاه است.